# 송현역
송현(참 좋은병원)역(Songhyeon(A Very Good Hospital)Station, 松峴驛)은 대한민국 대구광역시 달서구 월배로에 있는 대구 도시철도 1호선의 지하철역이다. 인근에 참 좋은병원이 위치해있다.

## 특징
사거리와는 약간 떨어진 송현시장 인근에 역이 있으며, 옛날에 가야기독병원이 부역명이기도 했고 안내방송에서 언급되었으나 삭제되었다.
대신에 참조은병원이 부역명으로 부기되었고, 현재 안내방송에서 송출하고 있다. 이 역의 3번 출구 인근에 대구중소기업지원센터와 앞산 등산로가 있는데, 등산로를 따라 올라가면 송현동 앞산 약수터가 한 군데 나온다.
대구공업대학교와 가장 가까운 거리를 가진 역이지만, 서부정류장역의 안내방송에서 언급되고 있다.

## 역명의 유래
이 지역에 솔고개가 있어 송현이라고 하였다.

## 역사
- 1997년 11월 26일 : 대구 도시철도 1호선 개통과 함께 영업 개시
- 2017년 3월 4일 :  스크린도어 설치

## 역 구조
2면 2선의 상대식 승강장이 있는 지하 역이며, 승강장 벽면 색상은 파란색이다. 스크린도어가 설치되어 있다.

### 승강장
| 월촌 ↑       |
| \| 상        |
| ↓ 서부정류장 |

| 상행 | ● 대구 도시철도 1호선 | 상인·진천·설화명곡 방면      |
| 하행 | ● 대구 도시철도 1호선 | 반월당·중앙로·안심·하양 방면 |

- 승강장 번호는 없다.
- 대합실을 통해, 반대편 승강장으로 이동이 가능하다.

## 역 주변
| 나가는 곳 | 방면 |
| --------- | --- |
| 1         | 송현시장 송현여자중학교 송현고등학교 새마을금고 송현역지점 대한직업전문학교 2별관                                                                                   |
| 2         | 송현1동행정복지센터 송현1동치안센터 농협 월배농협송현역지점 IM뱅크 송현역지점 송현효병원 참조은병원 향기로운 한의원 대한직업전문학교 본관 청년베이스캠프            |
| 3         | 해맞이타운 아파트 대구 송현동 우편취급국 중소기업 성장지원센터 송남시장 송현공원 삼일병원 대한직업전문학교 1별관 청년베이스캠프 달서구 청년센터 송현1동행정복지센터 |
| 4         | 가야기독병원 금성맨션 베르사유 웨딩 송현경로당 토끼와거북이 어린이공원                                                                                              |

## 승차량 변동
| 노선  | 승차 인원 | 승차 인원 | 승차 인원 | 승차 인원 | 승차 인원 | 승차 인원 | 승차 인원 | 승차 인원 | 승차 인원 | 승차 인원 | 주석  |
| 노선  | 1997년    | 1998년    | 1999년    | 2000년    | 2001년    | 2002년    | 2003년    | 2004년    | 2005년    | 2006년    | 주석  |
| ----- | --------- | --------- | --------- | --------- | --------- | --------- | --------- | --------- | --------- | --------- | ----- |
| 1호선 | 3,507     | 3,881     | 4,195     | 미공개    | 3,932     | 3,978     | 2,438     | 3,592     | 3,677     | 4,420     | [ 1 ] |
| 노선  | 2007년    | 2008년    | 2009년    | 2010년    | 2011년    | 2012년    | 2013년    | 2014년    | 2015년    | 2016년    |       |
| 1호선 | 4,145     | 4,188     | 4,153     | 4,114     | 4,236     | 4,198     | 4,240     | 4,053     | 4,068     | 4,054     | [ 1 ] |
| 노선  | 2017년    | 2018년    | 2019년    | 2020년    | 2021년    | 2022년    |           |           |           |           |       |
| 1호선 | 4,081     | 4,103     | 4,136     | 2,981     |           |           |           |           |           |           |       |

## 인접한 역
| 대구 도시철도 1호선    | 대구 도시철도 1호선   | 대구 도시철도 1호선      |
| ---------------------- | --------------------- | ------------------------ |
| 121 월촌 설화명곡 방면 | ● 대구 도시철도 1호선 | 123 서부정류장 하양 방면 |